# Cheval attaqué par un lion (Stubbs)
Pour les articles homonymes, voir Cheval attaqué par un lion.
Cheval attaqué par un lion (A lion attacking a horse) est le nom de 17 tableaux du peintre anglais George Stubbs, qui a exploré ce thème durant une trentaine d'années. La plus ancienne version est datée de 1762. Ces tableaux représentent tous l'agression d'un cheval par un lion, qui lui saute sur le dos en y plantant ses griffes, en soulignant la terreur et la douleur du cheval. Probablement inspirés d'une statue en marbre italienne, ces tableaux ont été eux-mêmes beaucoup copiés, entre autres par Théodore Géricault.

## Réalisation
Une tradition veut que George Stubbs ait rencontré un Marocain cultivé, qui l'invita à visiter le château de son père à Ceuta. Durant une marche nocturne le long des murs de ce château, Stubbs aurait aperçu un lion tuant un cheval sauvage. La scène lui aurait inspiré ses peintures et gravures les plus dramatiques. Aucune source fiable ne corrobore cette histoire, qui semble être une légende entourant le peintre.
Plus vraisemblablement, la source d'inspiration de Stubbs est une sculpture antique en marbre grandeur nature, désormais disparue, considérée comme un objet de visite incontournable sur la partie romaine du Grand Tour, mentionnée dans les guides touristiques publiés en anglais à son époque. Cette statue était bien connue à Londres. L'obsession de Stubbs pour la scène de l'attaque du cheval par un lion est un souvenir probable de son voyage en Italie, lorsqu'il a vu ce groupe de marbre à Rome.
À partir des années 1760, George Stubbs réalise 17 peintures sur 30 ans, explorant ce thème du cheval attaqué par un lion. Il poursuit une tradition de peintures de lions et de tigres initiée par Pierre Paul Rubens, lui-même inspiré par l'héritage gréco-romain.

## Description
Les 17 versions présentent des points communs, malgré de légères différences entre elles. Elles représentent un lion agressif juché sur un cheval, lui plantant ses griffes dans la peau du dos. Le lion a une expression ambiguë, en raison de ses yeux tournés vers le spectateur. La végétation alentour est typique d'un paysage européen.  
La version de 1765 attribue des émotions humaines aux animaux, en dépeignant un cheval blanc agonisant la bouche ouverte, dents découvertes, la tête tournée vers son agresseur, avec une position corporelle dénotant la terreur et la surprise. L'effort musculaire fourni par le lion pour tenir sa position est souligné.

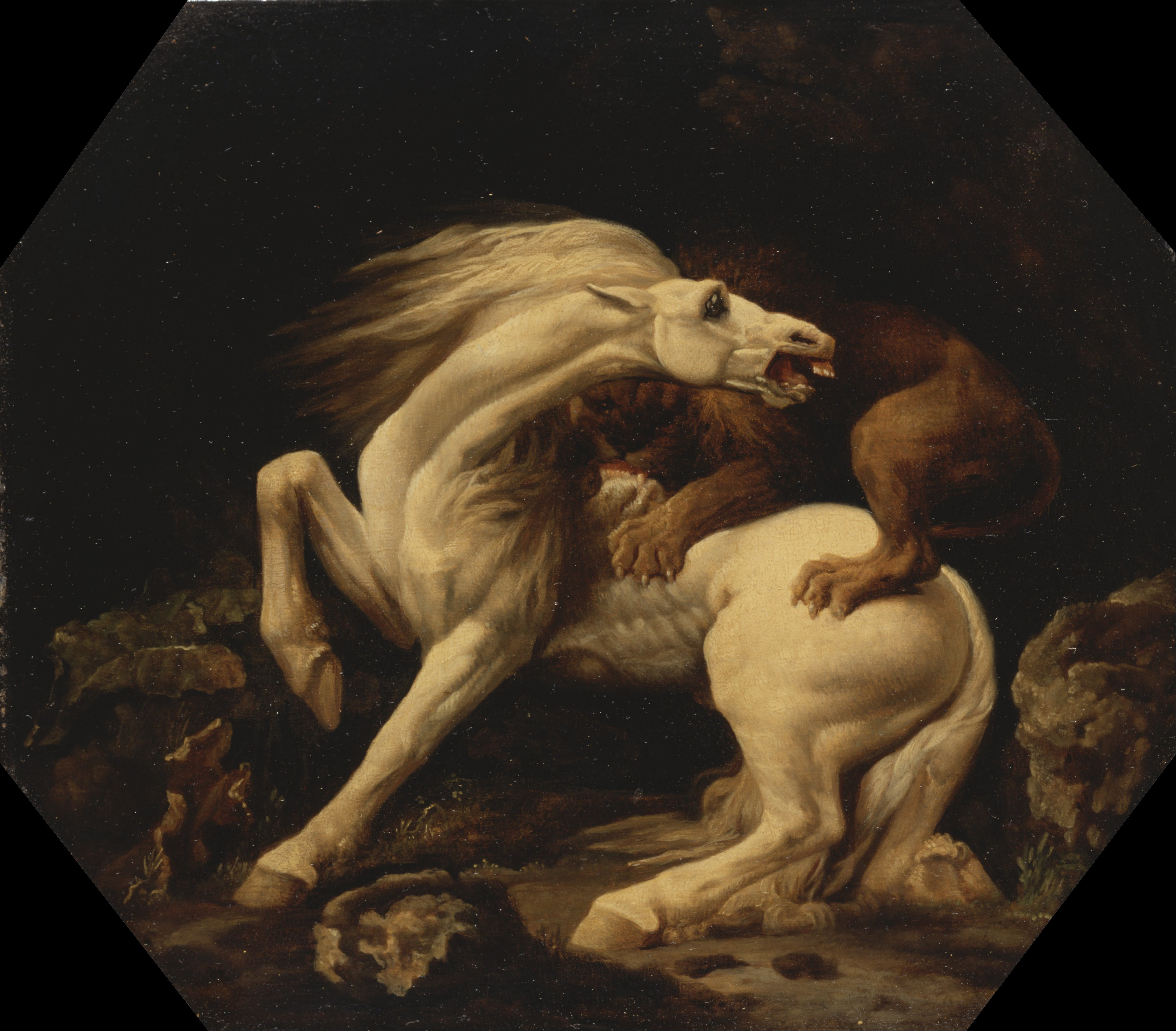
Version de 1768-1769
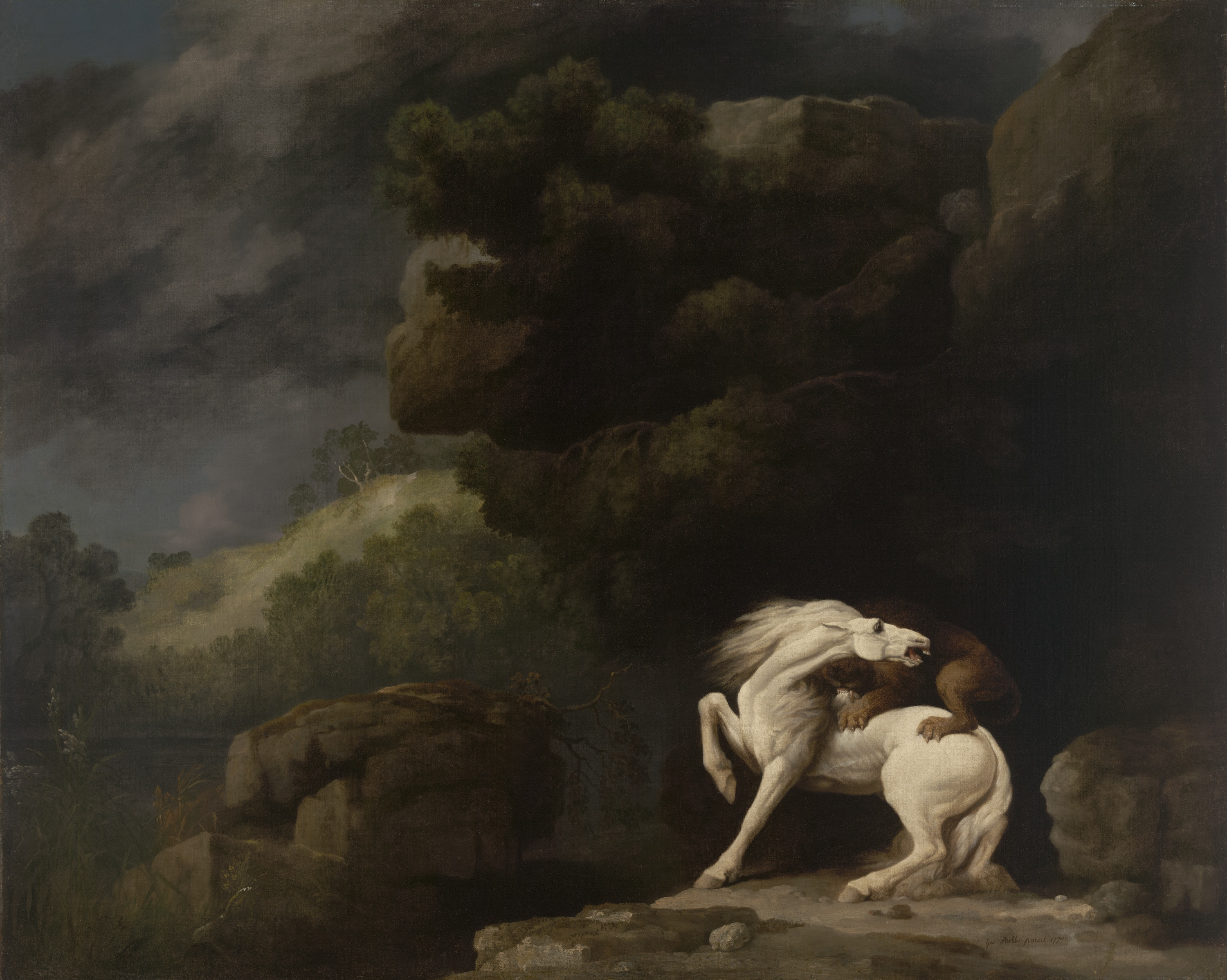
Version de 1770
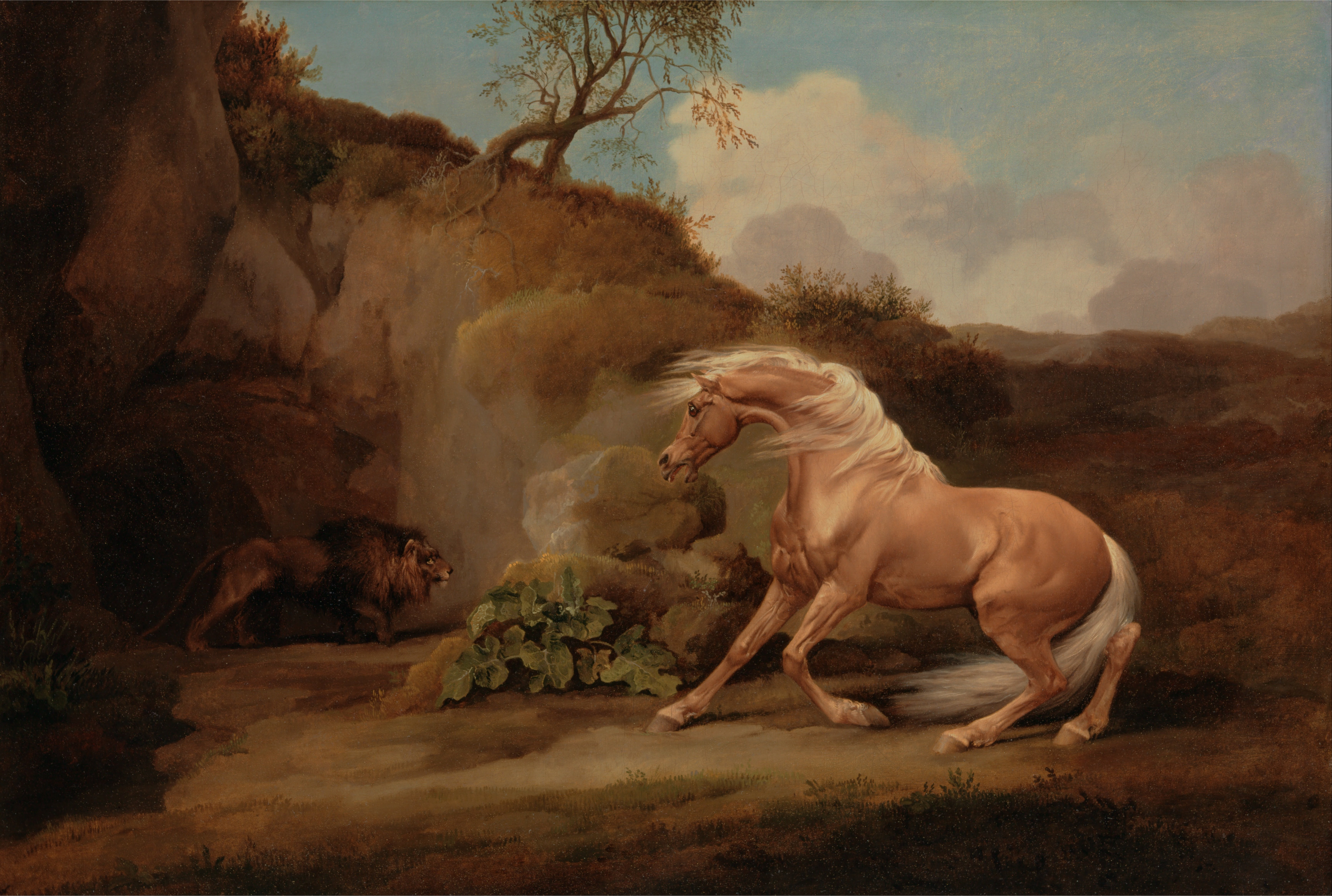
Cheval effrayé par un lion
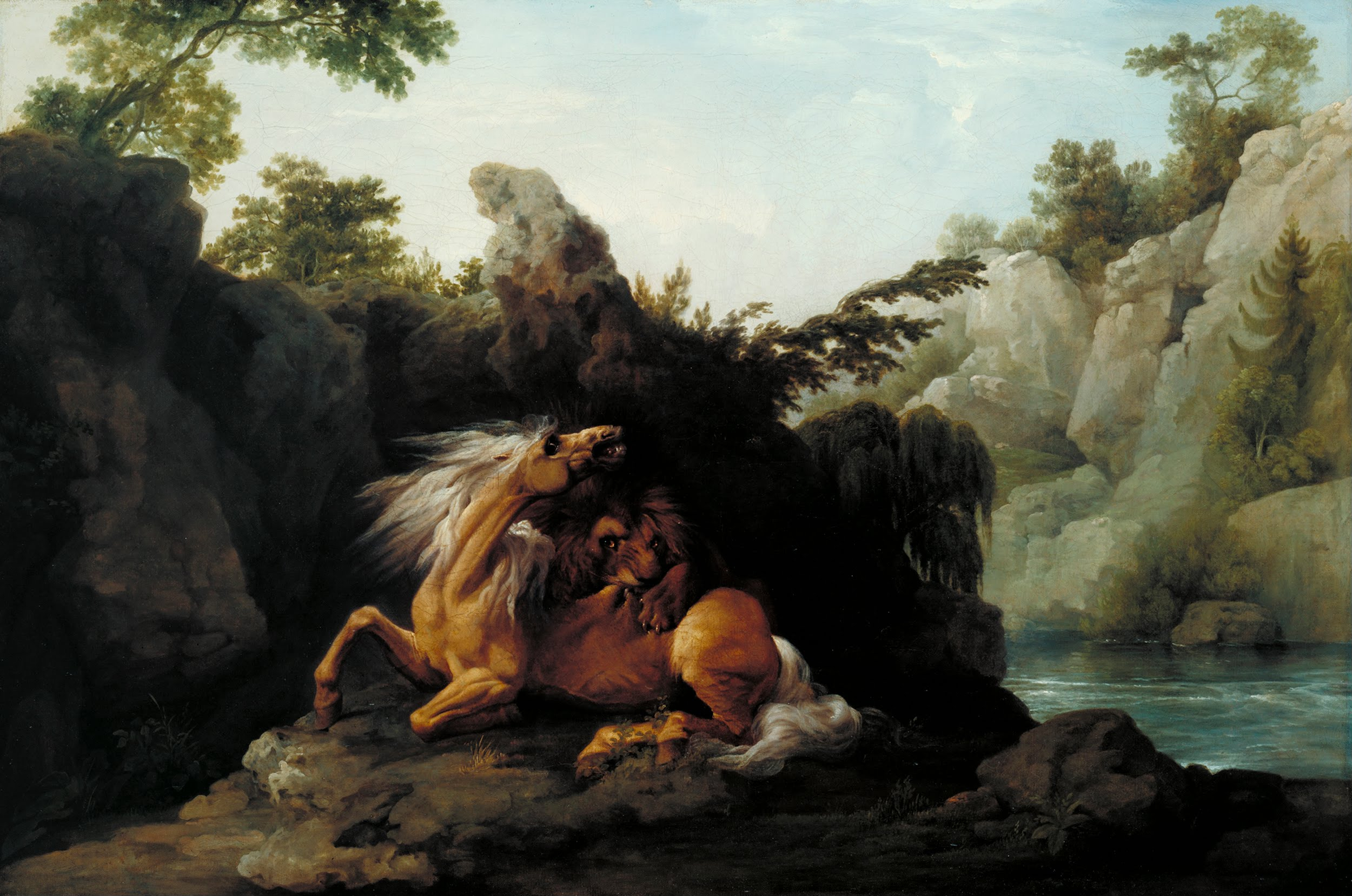
Cheval dévoré par un lion

## Analyse
D'après Diana Donald, ces peintures de Stubbs montrent quatre étapes de l'attaque du lion, et ont été réalisées dans le but de mettre en scène la férocité de la nature. Il s'agit aussi d'une manière d'incarner des qualités humaines à travers des représentations héroïques d'animaux sauvages. Les tableaux de Stubbs combinent un style classique et une explosion de violence, dans un registre monumental alors totalement nouveau.

## Postérité
Ce thème a été beaucoup copié par d'autres artistes.
Théodore Géricault, inspiré par cette œuvre, en réalise plusieurs copies.